# Embid de Ariza
Embid de Ariza (aragónul Embit de Fariza) település Spanyolországban,  Zaragoza tartományban. Embid de Ariza Alhama de Aragón, Cetina, Ariza, Cihuela, Villalengua és Ateca községekkel határos. Lakosainak száma 29 fő (2024).

## Népesség
A település népessége az utóbbi években az alábbiak szerint változott:
| Lakosok száma | 67   | 84   | 62   | 56   | 52   | 49   | 39   | 37   | 31   | 29   |
|               | 2001 | 2004 | 2007 | 2009 | 2012 | 2014 | 2017 | 2019 | 2022 | 2024 |